# Edmond Safra
Pour les articles homonymes, voir Safra.

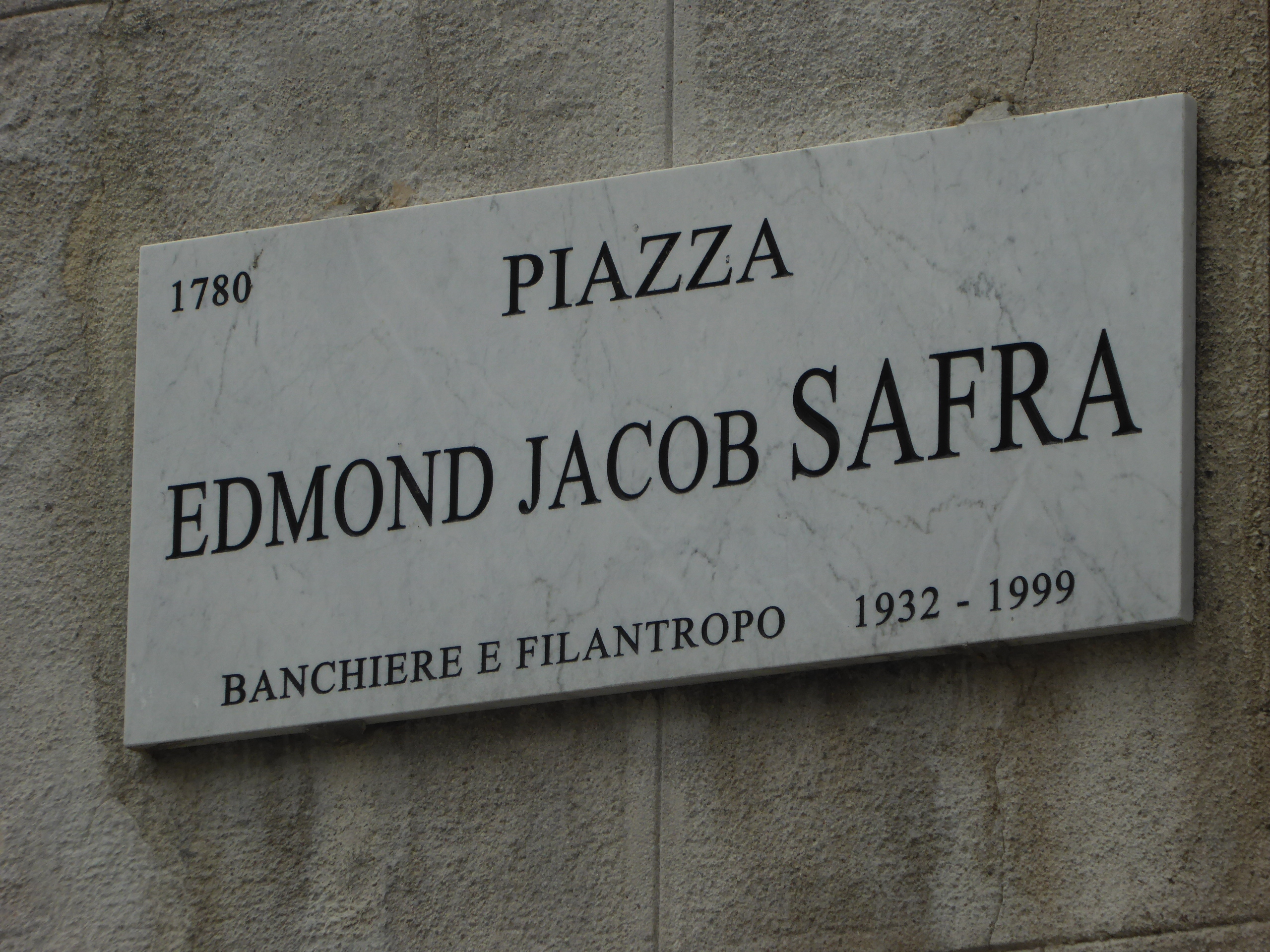
Entrée de la Piazza Edmond J Safra, Milan, Lombardie, Italie, mai 2018

Edmond J. Safra, né le 6 août 1932 à Aley au Liban, et mort le 3 décembre 1999 à Monaco, est un banquier et philanthrope juif d'origine libanaise, naturalisé brésilien et monégasque,,,.

## Biographie

### Origines et débuts
Edmond Safra naît au Liban, dans une bourgade à 17 km de la capitale Beyrouth, dans une riche famille de banquiers juifs originaires d'Alep en Syrie, qui finançaient jadis les caravanes de chameaux. Son père, Yaakov Safra, est considéré comme le fondateur de la famille de banquiers Safra en s'étant engagé avec succès dans la finance au début du XXe siècle à son arrivée au Liban (ouverture de Safra GA Bank en 1920 à Beyrouth), son entreprise s'étendant sur son pays d'accueil, la Syrie ottomane, la Turquie et l'Égypte.
Edmond est engagé à 16 ans dans la banque de son père et s'occupe du département des métaux précieux,.

### Carrière
À la fin des années 1940, Safra étend l'entreprise en Italie et y ouvre une société de négoce à Milan. Face aux émeutes anti-juives à Beyrouth après la création de l'Etat d'Israël en 1948, la famille Safra décide de déménager à nouveau en 1952 et s'installe au Brésil. Âgé de 23 ans, Edmond Safra y fonde en 1955 la Banco Safra S.A..
Alors qu'il n'est pas le fils aîné de la famille, Edmond est considéré comme le chef de famille après la mort de son père Yaakov en 1963. Il reste fidèle aux principes conservateurs de son père, préférant les dépôts au crédit et évitant de prendre des risques inutiles.
Safra s'installe à Genève en Suisse, en 1956 - où il vivra plus de 40 ans - pour lancer une banque privée, la Sudafin qui deviendra la Trade Development Bank (en),. Il y trouve un milieu favorable aux affaires et y étend son empire financier, mettant un point d'honneur à satisfaire ses clients fortunés partout dans le monde. La banque Safra passe d'un capital initial de 1 million de dollars à une valeur de 5 milliards de dollars.
Il fonde ensuite la Republic National Bank of New York en 1966, dont le ruban d'inauguration est coupé par Robert F. Kennedy. En 1988, Edmond Safra fonde également la Safra Republic Holdings S.A.. Cette société entretient 80 succursales dans la région de New York, ce qui en fait le troisième réseau d'agences de la région métropolitaine derrière Citigroup et Chase Manhattan Bank. Elle exploite également huit succursales en Floride. Dans les années 1980, elle prête de l'argent à des pays en développement comme l'Argentine et le Brésil.
En 1976, Edmond Safra épouse Lily Watkins, une Brésilienne née à Porto Alègre, aux racines uruguayenne, tchèque et russe, qu'il avait rencontrée à Londres en 1969 et qui s'associera à son œuvre tout le reste de sa vie.
La vente de la Trade Development Bank à American Express pour plus de 450 millions de dollars en 1983 a abouti à une bataille juridique entre les deux parties. Le financier libanais s’en tire à son avantage en recevant des excuses publiques de la part du patron d’American Express qui avait lancé à son encontre une campagne de diffamation pour piétiner sa réputation, en l'accusant notamment de trafic de drogue,,. Il reçoit également à cette occasion 8 millions de dollars de dommages et intérêts, entièrement reversés à des œuvres de charité dont la Croix-Rouge et l’hôpital universitaire de Genève,.

À la fin des années 1980, Safra est mis en cause en France dans l'affaire de la Société générale mais la Commission des opérations de bourse (COB) l'écarte de toute participation, en soulignant son comportement exempt de critique. À la même époque, Edmond Safra participe à l'acquisition de la First International Bank of Israel par son parent, Jacques Nasser.

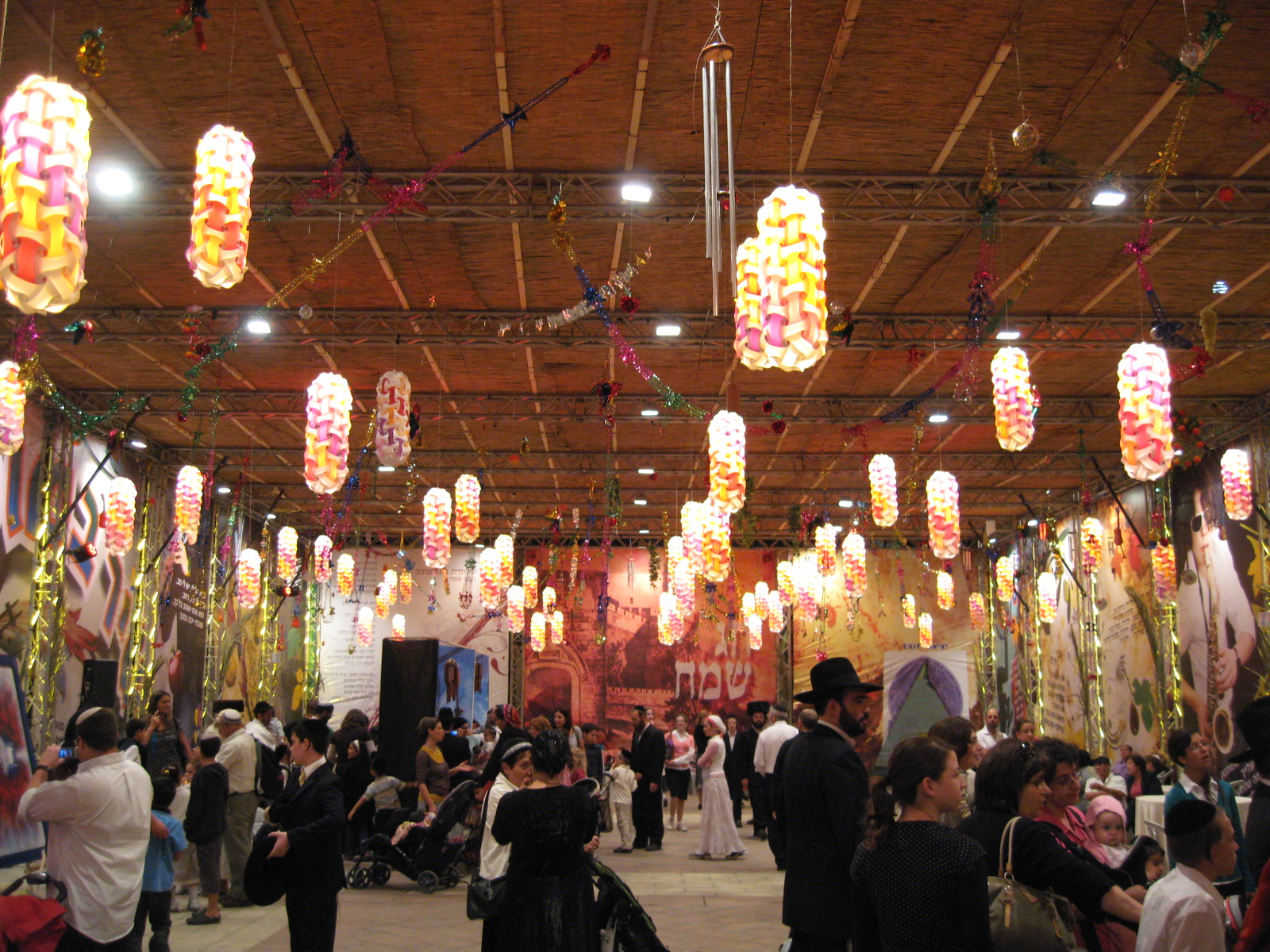
Soukkah construite sur la place Safra à Jérusalem, 2009

À l'orée des années 1990, la fortune d'Edmond Safra est estimée à 2,5 milliards de dollars. Le magazine Forbes le classe en 1989 comme l'un des plus grands milliardaires du monde (position n° 199),. Il est un philanthrope et donateur majeur de son vivant, et il laisse sa fortune à la Fondation philanthropique Edmond J. Safra.

### Crise financière russe
En 1996, Safra cofonde Hermitage Capital Management avec Beny Steinmetz et Bill Browder. Le fonds devient l'une des sociétés d'investissement les plus importantes en Russie et acquiert plus tard une certaine notoriété dans le cadre de l'affaire Sergei Magnitsky. Deux ans plus tard, la Safra's Republic National Bank of New York, qui est la neuvième banque privée du pays, perd 45 % de son bénéfice net en raison de sa forte participation en obligations russes après la crise financière russe de 1998.
À la fin des années 1990 la banque d'Edmond Safra alerte le FBI sur un réseau de blanchiment d'argent de 7 milliards de dollars impliquant la Banque de New York, des banques russes dont Depozitarno-Kliringovy Bank et la mafia russe, réseau qui mène à Peter Berlin et à son épouse Lucy Edwards, l'ancienne vice-présidente de la Banque de New York, qui avoue un blanchiment d'argent pour Semion Mogilevich et la mafia russe entre 1996 et 1999. En 1998, Safra est un témoin-clé du FBI dans un projet de blanchiment d'argent de 4,8 milliards de dollars impliquant l'argent du FMI, sa Republic National Bank of New York, celle de Suisse, Mikhaïl Kassianov et Vladimir Poutine. Il fournit également des éléments de preuve au procureur de Genève, Bernard Bertossa. Le journal italien la Repubblica annonce la nouvelle du « Kremlingate » en août 1998, indiquant que 21,4 milliards de dollars avaient été transférés entre le 27 juillet 1998 et le 24 août 1998 via un compte à sa Banque de New York,. Les fonds volés du FMI ont provoqué la crise financière russe de 1998 qui a débuté le 17 août 1998,,,.

### Fin de vie
À presque 60 ans, le financier passe son temps entre ses résidences genevoises, new-yorkaise et sa villa de la Côte d'Azur de Villefranche-sur-Mer, la villa Léopolda érigée en 1902 par le roi des Belges Leopold II pour sa maîtresse, et acquise par Safra en 1985,. À cette époque, Edmond J. Safra devient de plus en plus observant ; il porte une kippa en permanence, refuse désormais de travailler le jour du shabbat et, aux repas, suit la tradition juive moyen-orientale. Affaibli par la maladie de Parkinson, Edmond Safra a besoin de soins infirmiers constants et décide de vendre son empire financier,. Le 31 décembre 1999 HSBC Private Bank basée en Asie devient le nouveau nom des anciennes participations de Safra.
Safra vit entouré d'une escouade d'agents de sécurité et d'infirmiers logés, nourris, blanchis et grassement rétribués pour être mobilisables 24 heures sur 24 à son service dans le penthouse de 1 000 m2 en duplex de l'immeuble luxueux « La belle époque », pour lequel il verse 500 000 euros annuels à la famille Grimaldi, propriétaire du lieu, sis au 17 avenue d'Ostende et surplombant le port Hercule à Monaco-ville, à un autre étage duquel il a installé une succursale de sa banque.

Quelques jours avant sa mort Edmond Safra est naturalisé monégasque par ordonnance souveraine du prince Rainier III. Le 3 décembre 1999 Edmond Safra meurt à 67 ans avec son infirmière de nuit, asphyxié dans son appartement de Monaco par un incendie d'origine criminelle, organisé par un membre de son entourage. Son épouse Lily Safra était à la maison au moment de l'incendie mais a rapidement été secourue par la police (voir infra). La mort violente de Safra alimentera les théories du complot.

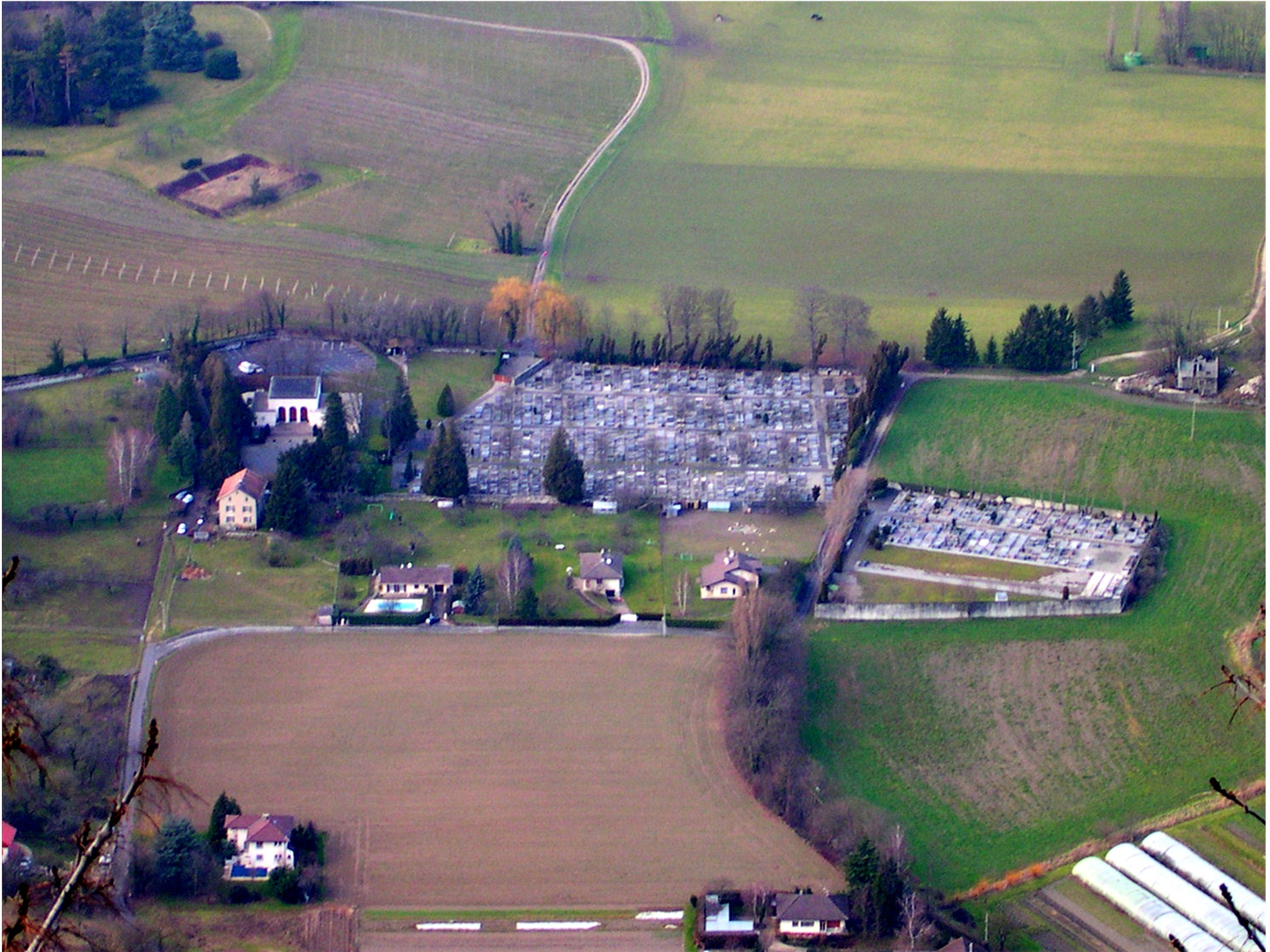
Vue sur le cimetière israélite de Veyrier depuis le promontoire du Salève

Il est enterré le 6 décembre au cimetière israélite de Veyrier situé à la frontière franco-suisse, entre la commune suisse de Veyrier (canton de Genève) et la commune française d'Étrembières (Haute-Savoie). Lors de la cérémonie le grand-rabbin Joseph H. Sitruk et le prix Nobel de la Paix Elie Wiesel ont pris la parole lors de ses obsèques. Une cérémonie impressionnante a lieu en sa mémoire dans la communauté juive libanaise de Brooklyn à New York où s'est retrouvée une communauté composée notamment de ses amis d'enfance de Beyrouth.[réf. nécessaire].
Edmond Safra laisse derrière lui sa femme Lilly et ses enfants Adriana et Eduardo ainsi que deux frères, Moise et Joseph, et trois sœurs, Arlette, Gaby et Huguette. Il a laissé 50 % de ses actifs à plusieurs associations caritatives, le reste étant réparti entre les membres de sa famille et sa femme Lily, qui a reçu 800 millions de dollars d'après SwissLeaks,. Après la succession, les frères et sœurs du banquier entreprennent des actions en justice pour tenter de récupérer une partie de la fortune qu’Edmond Safra a léguée à son épouse.

## Enquête sur sa mort
(en)Ted Maher, de nationalité américaine, un de ses infirmiers, ancien béret vert, ancien toxicomane, est arrêté et condamné en 2002 à 10 ans de prison pour homicide involontaire sur les personnes d'Edmond Safra âgé de 67 ans et de Vivian Torrente âgée de 52 ans, par la Cour de justice de Monaco. Il a indiqué qu'il avait tenté de simuler un sauvetage héroïque d'Edmond Safra en mettant en scène une agression par des hommes armés puis en mettant le feu à une corbeille de papier. Malheureusement, le feu se propage et l'appartement-bunker d'Edmond Safra, lequel a été réveillé par ses infirmières, est envahi à son tour par une épaisse fumée. Les sapeurs-pompiers sont rapidement sur place, de même que les policiers de la Sûreté publique monégasque. Alerté entre-temps, Samuel Cohen, le chef de la garde personnelle du banquier composée d''anciens soldats d'élite de Tsahal, qui réside à Villefranche-sur-Mer, une commune proche, se rend lui aussi sur les lieux du sinistre armé des clefs et des codes qu'il possède pour pénétrer l'endroit,.
Entre-temps Safra, réfugié avec son infirmière philippine dans la salle de bain, réveille par téléphone son épouse Lily qui court au balcon puis descend saine et sauve. Un peu plus tard elle supplie en vain son mari de sortir de son refuge.
Arrivés devant la porte blindée de l'appartement, les pompiers ne peuvent y accéder. Ils demandent aux infirmières de l'ouvrir mais Edmond Safra qui avait la phobie de l’assassinat leur ordonne de n'en rien faire tant qu'il n'a pas l'assurance que les intrus sont maîtrisés… sauf si la demande émane du chef de sa garde personnelle mais Samuel Cohen, retenu et même menotté par les policiers dans l'immeuble le temps de vérifier son identité, ne parviendra jamais à grimper jusqu'à l'étage.
Edmond Safra restera sourd aux injonctions des pompiers, et l'infirmière près de lui, fidèle jusqu'au bout, n'ouvrira jamais. Quand les sauveteurs parviendront à faire enfin céder la porte blindée, ils ne trouveront que deux corps sans vie : celui d'Edmond Safra sur un fauteuil et de l'infirmière Vivian Torrente sur un tapis, les deux couverts de suie,,.
L'affaire met à mal la compétence des secours et de la police monégasques à la réputation ultrasécuritaire, les 85 personnes présentes sur les lieux de l'incendie et présentées comme des troupes sélectionnées drastiquement et « formées dans des unités d'élite » ayant mis trois heures pour avancer de neuf mètres sans pour autant sauver les reclus,,,. Le fait est que les mensonges de Ted Maher sur la pseudo-intrusion d'hommes armés ont compliqué et ralenti la progression des secours qui devaient être assurés de la sécurisation de chacun des étages avant d'intervenir sur celui du banquier.
Incarcéré à la prison de Monaco, Ted Maher parvient à s'évader dans la nuit du 21 janvier 2003 mais est repris quelques heures plus tard à Nice et semble revenir sur ses précédents aveux,.
Paradoxalement, Ted Maher avait été recruté six semaines auparavant par Edmond Safra pour son honnêteté. Retrouvant par hasard l'appareil photographique d'un ami du richissime banquier, il s'était empressé de le lui rapporter intact. Ce geste lui avait valu la reconnaissance de l'ami qui le mit en relation avec l'homme d'affaires en recherche de personnel de confiance, l'invitant alors à se joindre au groupe de ses aides-soignants, tous payés à prix d'or,,. Aussi, Edmond Safra avait payé très cher un système de sécurité - ce jour-là partiellement défaillant - qui bloquait toutes les issues de l'appartement et devait lui assurer une telle tranquillité qu'il se dispensait de la présence de ses gardes du corps sur place,.
Après avoir purgé huit ans de prison, Ted Maher est libéré en 2007.

## Activités philanthropiques

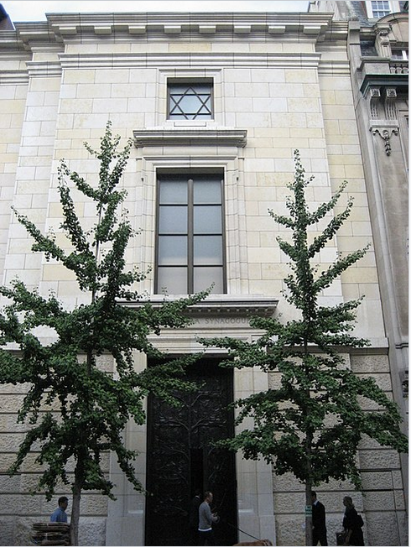
Synagogue Edmond J. Safra à New-York

Edmond J. Safra appliquait le principe juif de tsedaka (œuvre de justice notamment à travers la charité) en rendant service à un nombre incalculable de personnes et en soutenant avec prodigalité de nombreuses causes et organisations partout dans le monde, dans des domaines variés tels que l’éducation, la science, la médecine, la culture, la religion et l’assistance humanitaire,,. Il agissait particulièrement pour la communauté juive mais également en faveur d'intérêts chrétiens, musulmans ou laïques.
Bernard-Henry Lévy l'a salué comme étant « un véritable juif du siècle ».

### Monde juif
Edmond Safra a massivement contribué à la construction et la restauration de synagogues, celles portant dans le monde entier le nom de son père témoignent de cet engagement.
En 1967, il fait reconstruire à l'identique, dans la Vieille ville de Jérusalem, face au Mur (Kotel), l'une des plus anciennes yeshivas de la région, la yeshiva Porat Yossef, que la Légion arabe avait rasée en 1948.
Il a construit la première synagogue depuis 500 ans à Madrid et a aidé à rénover et agrandir des synagogues à Amsterdam, Istanbul, Naples, Budapest, Rhodes, Vienne ou Saint-Petersbourg. Il a sauvé de la destruction une des plus vieilles synagogues de France, à Clermont-Ferrand, en les achetant pour la communauté. Il a contribué à l’expansion de la synagogue de Cannes et de la synagogue Beth El à Paris. Il a également aidé à remettre à neuf des synagogues dans beaucoup de petites villes françaises dont Évian, Annemasse et d'autres. Beaucoup de ces synagogues sont situées dans de grands centres juifs à travers le monde mais Safra a également soutenu la construction de synagogues pour les communautés dans des endroits éloignés tels que Manille aux Philippines ou Kinshasa en RDC. Dans chacune d'elles, il a veillé à faire réaliser et à installer un grand nombre de Sefer Torah.
En France, les écoles de Sarcelles, Marseille, Cannes, Nice et un lycée à Paris portent le nom de son père, Jacob Safra.
En plus de soutenir des synagogues en Israël, les tombes de Rabbi Meïr Baal Haness et Rabbi Shimon bar Yohaï étaient très importantes pour Edmond Safra qui était un très généreux donateur pour ces sites de pèlerinages. Pendant de nombreuses années, à Chavouot (Pentecôte juive), le jour de l’anniversaire de la mort de son père, il allait prier sur la tombe de Rabbi Meïr jusqu’à l’aube,. Le bâtiment offert par Edmond Safra abrite le Talmud Torah des institutions Rabbi Meïr Baal Haness.
Les éditions Edmond J. Safra publient des ouvrages religieux (Houmach, Talmud…),

### Santé

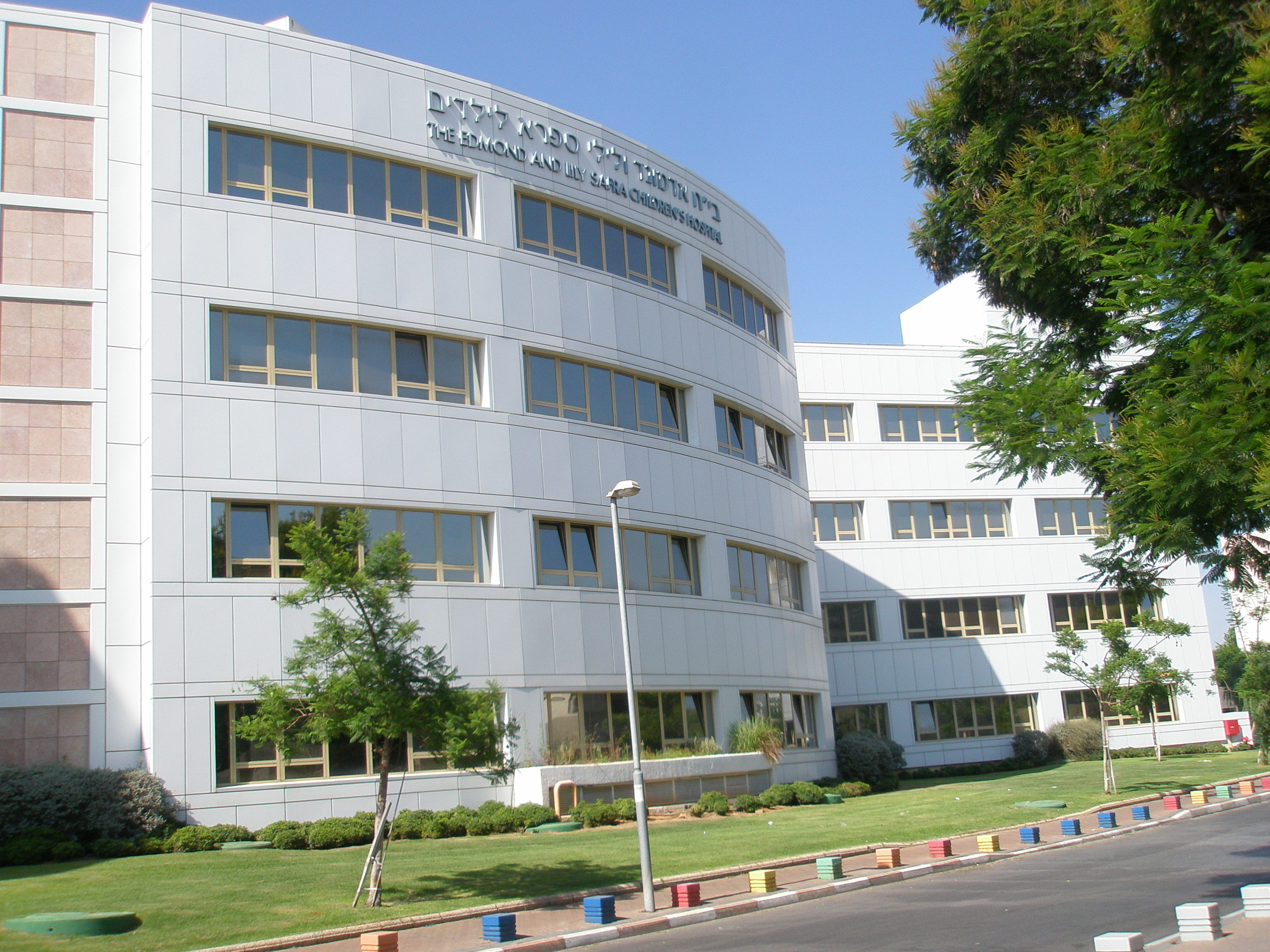
Hôpital pour enfants Edmond et Lily Safra, à Seba Tel Hashomer

Edmond J. Safra a donné des millions de dollars pour fournir des traitements médicaux contre les maladies à des malades nécessiteux. Les hôpitaux à travers le monde – par exemple l’hôpital cantonal de Genève, les hôpitaux de France et de nombreuses institutions aux États-Unis – ont bénéficié de la générosité d'Edmond Safra. Il était un des fondateurs de l’hôpital Albert-Einstein à São Paulo, qui est aujourd'hui l’un des plus grands et prestigieux centres médicaux d'Amérique du Sud. En Israël, il a entrepris la construction de l’hôpital d’avant-garde pour enfants Edmond et Lily Safra à Tel Hashomer (Ramat Gan) majoritairement fréquenté par des Arabes palestiniens.
Dans le domaine de la recherche médicale, il était un donateur significatif de l'Institut Pasteur à Paris et de l'Institut Weizmann en Israël, de l'association française de lutte contre la myopathie, de la recherche sur l'épilepsie et pour les artistes engagés contre le Sida en France, aussi de la Fondation Michael J. Fox pour la recherche sur la maladie de Parkinson aux États-Unis, ainsi que de nombreux centres étudiant des maladies spécifiques dans le monde entier,. Il a créé la chaire Edmond et Lily Safra dans la recherche contre le cancer du sein à l'université Tulane en Louisiane.

### Éducation

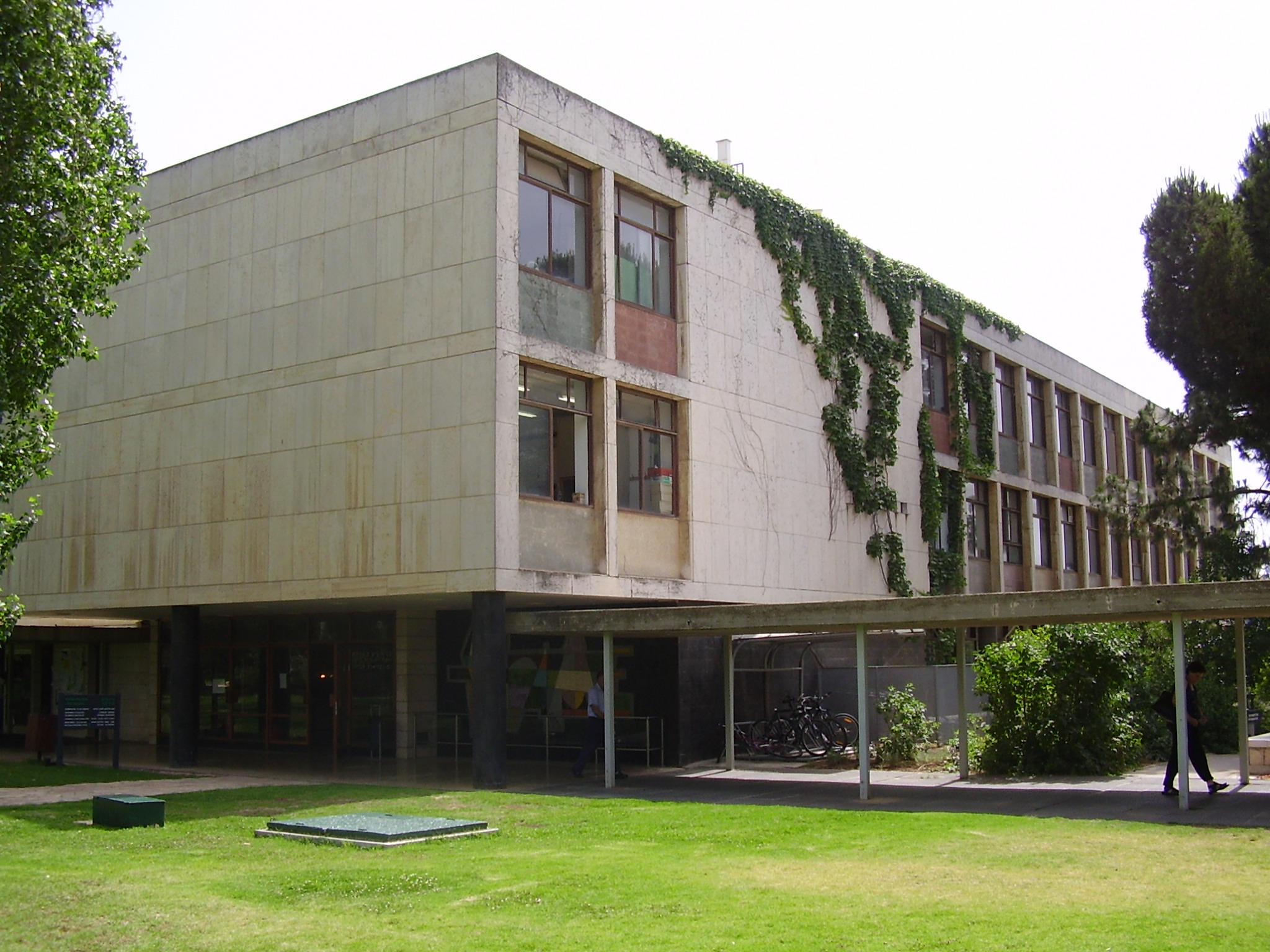
Bâtiment Levy construit en 1954-58 sur le campus Edmond Safra de Guivʿath Ram à Jérusalem, où sont conservées les archives d'Albert Einstein

Edmond J. Safra croyait qu’une éducation universitaire était essentielle pour une jeune personne dans le monde moderne, lui-même n’ayant jamais été à l’université. Il a donné des bourses universitaires à des dizaines de milliers d’étudiants au travers de l’ISEF (International Sephardic Éducation Foundation), une institution que lui et sa femme ont créée en 1977 afin de soutenir des étudiants israéliens. Les bénéficiaires des bourses ISEF ont été décorés partout dans le monde dans chacune des disciplines.
Edmond J. Safra a également aidé directement des universités, en soutenant des chaires ou des programmes en particulier (comme les Études Judaïques). Par exemple, à l’université Harvard, il a financé la Chaire Jacob E. Safra d’Histoire juive et de Civilisation sépharade, et il a offert des dons significatifs pour la chaire Robert F. Kennedy d’études latino-américaines. À l’école de Business Wharton de l’université de Pennsylvanie, il a créé la Chaire Jacob E. Safra en banque internationale et le Centre Safra de recherche d’affaires.
Il était aussi un donateur important de l’université Américaine à Beyrouth où il est acquéreur d'un terrain après la guerre du Liban, et il a été récompensé de doctorats d’honneur par l'université hébraïque de Jérusalem et l'université Yeshiva aux Etats-Unis, (où il a créé l'Institut Jacob E. Safra d'études sépharades) pour son soutien continu à ces institutions.
En ce qui concerne l'éducation des enfants, Edmond Safra a été particulièrement attentif aux écoles dans les villes où il a vécu – par exemple, il a créé l’École Girsa, la première et plus grande école juive de Genève. Il a été très fier de créer l’École Beit Yaacov à Bat Yam, qui a été plusieurs fois évaluée parmi les meilleures écoles d’Israël. Il était aussi un des bienfaiteurs les plus importants au monde des yeshivot (écoles religieuses formant de jeunes hommes à être rabbins, enseignants du judaïsme et juges), aidant ainsi de nombreuses institutions dans le monde entier.

### Autres
Dès 1990, Edmond Safra décide de faire évacuer et de soigner les enfants russes de Tchernobyl.
Il offre en 1996 au musée d'Israël le premier manuscrit d'Albert Einstein sur la théorie de la relativité.
Il organise d'innombrables « rencontres pour la paix entre imams et rabbins, hommes de foi et de doute, venus du monde entier ».

### Fondation Edmond J. Safra

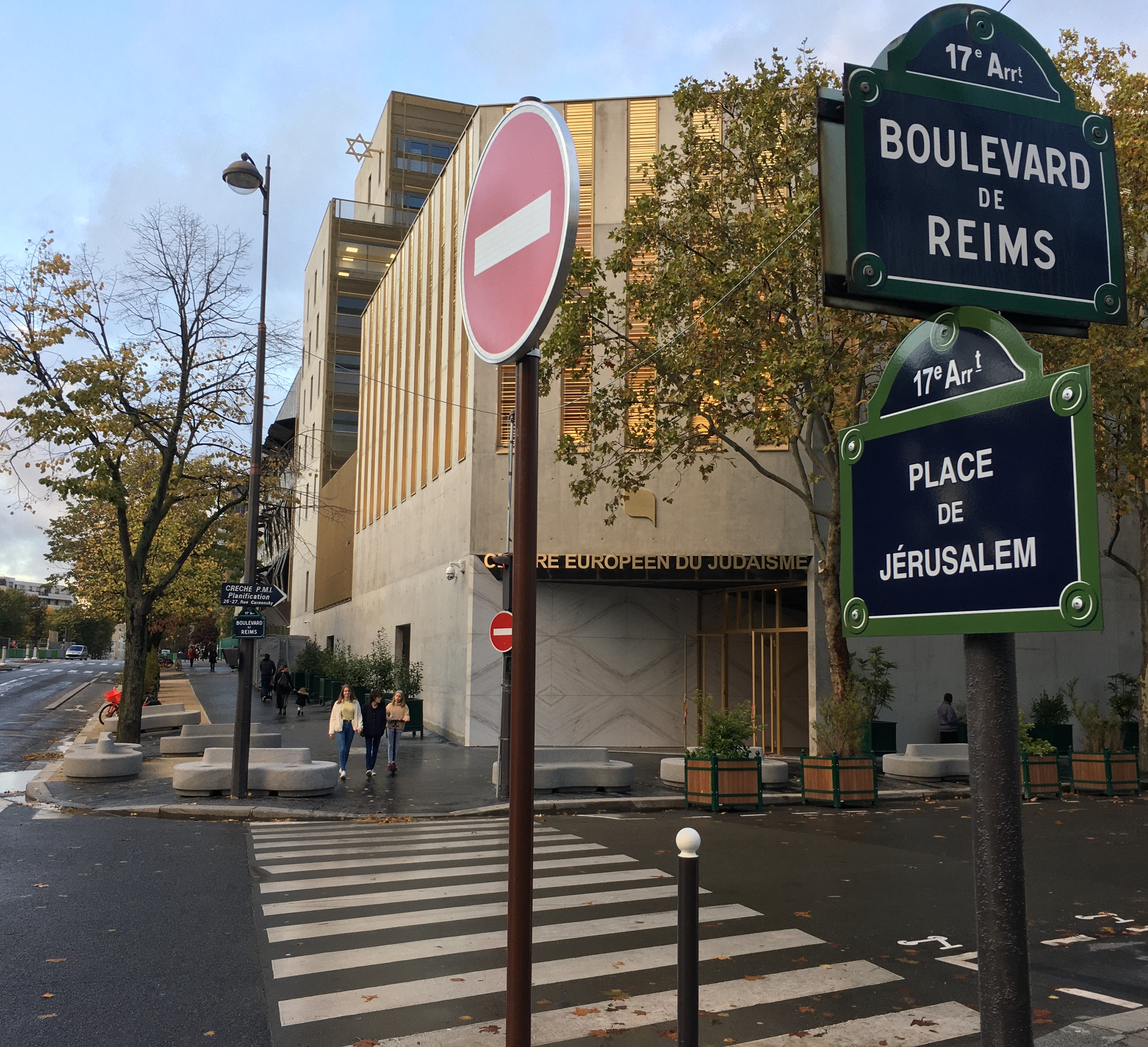
Centre européen du judaïsme où se trouve la synagogue Edmond J. Safra, place de Jérusalem à Paris

Sa femme, Lily Safra, perpétue depuis lors le souvenir de la vie et des valeurs de son époux au travers de la fondation Edmond J. Safra dont elle est la présidente, qui poursuit les bonnes œuvres commencées par Edmond Safra et soutient des projets éducatifs, médicaux, scientifiques, culturels et humanitaires, dans près de 50 pays, afin de s’assurer que les personnes les plus démunies et les différentes associations continuent de bénéficier de son assistance et de ses encouragements pour de nombreuses années.
En France, la fondation Edmond J. Safra soutient notamment l'Institut du Cerveau et de la Moelle épinière (ICM), institut de recherche en neurosciences de rang international, et le centre de recherche biomédicale Clinatec qui a vu le jour grâce à son soutien financier majeur, lui permettant de disposer d'équipements de pointe. Clinatec, centre de recherche biomédicale, développe des dispositifs médicaux afin de lutter contre les maladies neurodégénératives telles que la maladie de Parkinson. Encore en 2015, elle lui accorde un don d'exception. Un bâtiment porte le nom d'Edmond J. Safra en hommage à ce soutien.
La fondation figure parmi les principaux donateurs du Centre européen du judaïsme, inauguré à Paris XVIIe place de Jérusalem, en octobre 2019, dont la synagogue porte le nom d'Edmond J. Safra.
En France encore, la fondation Safra a également offert des pièces d'orfèvrerie au musée du Louvre, effectué des dons au musée Carnavalet, à la société des amis de Versailles ou à la Bibliothèque nationale de France.

## Biographie
- Daniel Gross : A Banker's Journey: How Edmond J. Safra Built a Global Financial Empire, Radius (2022).  (ISBN 978-1635767858)
- Daniel Gross : L'épopée d'un banquier ; Comment Edmond J. Safra a bâti un empire financier mondial, Cherche Midi (2024), traduction de Blandine Longre.  (ISBN 978-2749180595)

## Décorations
- Chevalier de la Légion d'honneur
- Commandeur de l'ordre des Arts et des Lettres
- Commandeur de l'ordre de Mérite du grand-duché de Luxembourg
- Commandeur de l'ordre de Rio Branco